# Pete Mickeal
Fenton Pete Mickeal, né le 22 février 1978 à Rock Island (Illinois, États-Unis) est un joueur de basket-ball américain. Il mesure 1,99 m et joue au poste d'ailier. Pete Mickeal a évolué entre 2009 et 2013 dans les rangs du FC Barcelone, club avec lequel il a remporté l'Euroligue 2010.

## Biographie
Pete Mickeal dispute deux saisons de High School à Rock Island High School où il établit un nouveau record de l'école. Il rejoint ensuite Indian Hills Community College. Lors de sa deuxième saison, ponctuée par un second titre national, il est nommé National Junior College Player of the Year. Il évolue ensuite deux saisons en National Collegiate Athletic Association (NCAA) chez les Bearcats de Cincinnati. Ses statistiques lors de ces deux saisons sont de 14,9 points, 7,2 rebonds et 1,7 passe puis de 13,5 points, 6,3 rebonds et 1,8 passe.
Il est choisi à la 58e place de la Draft 2000 de la NBA (ou repêchage) par les Mavericks de Dallas. Il fait aussitôt partie d'un échange qui l'envoie chez les Knicks de New York avec Erick Strickland, Donnell Harvey et John Wallace rejoignant les Mavericks. Toutefois, barré par Latrell Sprewell et Glen Rice il n'évolue pas avec la franchise new-yorkaise qui rompt son contrat peu après.
Il rejoint alors les Tampa Bay ThunderDawgs en American Basketball Association (ABA), ligue de basket-ball nord-américaine créé en 1999 et dont la première saison se déroule en 2000-2001. Il dispute la seconde saison de cette ligue avec Knights de Kansas City de Kevin Pritchard qui présente un bilan de 35 victoires pour cinq défaites. Ce bilan est ponctué par un titre de la ligue après une victoire par 118 à 113 sur les Southern California Surf. Pete Mickeal est récompensé à titre individuel d'un titre de MVP.
IL évolue ensuite à l'étranger, rejoignant les Talk 'N Text Phone Pals dans la Philippine Basketball Association où il termine avec le titre de meilleur marqueur de la ligue. I évolue ensuite en Europe, pendant une saison avec le club grec du Peristéri BC, puis en Russie au MBK Dynamo Moscou. IL y dispute quelques rencontres, pour une moyenne de 2,5 puis retrouve la ligue grecque pour évoluer avec le club de Makedonikós. Avec ce dernier club, il dispute sa première finale européenne lors de l'ULEB Cup 2004-05, finale perdue face au Lietuvos Rytas sur le score de 78 à 74. Lors de cette finale, il inscrit 24 points, capte 9 rebonds et délivre 3 passes. Il dispute sept rencontres sur l'ensemble de la compétition, présentant des statistiques de 19,1 points, 7,1 rebonds, 1,5 passe en 29 minutes 11.
La saison suivante, il découvre un nouveau championnat en rejoignant la Liga ACB pour évoluer avec le CB Breogán. Le club, avec un bilan de 11 défaites pour 23 défaites, termine à la dernière place de la saison régulière et se voit rétrograder en LEB.
La saison suivante, il rejoint le championnat coréen pour évoluer avec le club de Daegu Orions.
En 2007, il rejoint le Tau Vitoria, club avec lequel il termine à la quatrième de la saison régulière de la Liga ACB. En playoff, le club basque élimine Pamesa Valencia par deux victoires à une, puis le Real Madrid - premier de la phase régulière - par deux victoires à zéro. En finale, Vitoria est opposé au FC Barcelone. Vitoria remporte les trois rencontres de la finale - 64 à 75, 74 à 78 puis 76 à 61. Lors de ces trois rencontres, les statistiques de Pete Mickeal sont respectivement de 9 points, 4 rebonds, puis 20 points et 6 rebonds et enfin 14 points et 10 rebonds. Il est élu MVP des finales ACB. En Euroligue 2007-2008, Vitoria se qualifie pour la quatrième année consécutive pour le Final Four de la compétition, disputé à Madrid, après avoir éliminé le KK Partizan Belgrade en quart de finale lors de la manche décisive sur le score de 85 à 68, rencontre au cours de laquelle Pete Mickeal inscrit 19 points et capte 6 rebonds. Lors du Final Four, Vitoria s'incline 83 à 79 face au CSKA Moscou en demi-finale, puis 97 à 93 face à Montepaschi Sienne. Pour sa première saison d'Euroligue, Pete Mickeal présente des statistiques de 8,21 points, 4,4 rebonds et 0,3 passe.
La saison suivante, Vitoria termine en tête de la phase régulière. Après avoir éliminé CBD Bilbao puis le Real de Madrid, Vitoria affronte Barcelone en finale. Mais au contraire de la saison précédente, le FC Barcelone remporte le titre en l'emportant trois victoires à une, 82 à 80 et 67 à 75 dans le Pays Basque, puis 85 à 67 et 90 à 77 à Barcelone. Lors de cette saison, Pete Mickeal est récompensé à titre individuel d'un titre de MVP de la 22e journée. Quelques semaines plus tôt, les deux équipes se sont affrontées en quart de finale de l'Euroligue 2008-2009. Barcelone, qui a perdu la première rencontre 75 à 84 à domicile parvient à retrouver l'avantage du terrain en s'imposant chez son adversaire 84 à 63 lors de la quatrième rencontre puis s'impose à domicile 78 à 62 pour atteindre le Final Four de la compétition.
En juin 2009, il signe un contrat de deux ans avec le club de Barcelone. Il est nommé MVP du mois de novembre de l'Euroligue 2009-2010. Durant ce mois, Barcelone remporte ses trois rencontres disputées, dont deux à l'extérieur. Pete Mickeal présente des évaluations de 20, 21 et 22. Barcelone ne s'incline qu'à deux reprises lors de cette saison d'Euroligue, face au Partizan Belgrade lors d'une rencontre de Top 16 puis lors de la deuxième journée du quart de finale l'opposant au Real de Madrid, série finalement remportée trois à une. Lors du Final Four, Barcelone élimine le CSKA Moscou par 64 à 54. En finale les Barcelonais battent les Grecs de l'Olympiakós Le Pirée par 86 à 68. Lors de cette saison, Pete Mickael présente des statistiques de 12 points, 5,1 rebonds en 26 minutes 43. Barcelone domine la saison régulière de la liga ACB en ne subissant que trois défaites lors de cette phase. En playoff, le club catalan élimine CB Gran Canaria par deux victoires à zéro puis Unicaja Málaga par trois à zéro. La finale oppose pour la troisième année consécutive Barcelone à Vitoria. Le club basque surprend les favoris barcelonais en s'imposant 63 à 58 puis 70 à 69 dans la salle de son adversaire avant de remporter le titre en l'emportant dans sa salle 79 à 78 après prolongation
.
Le 7 octobre 2010, Pete Mickeal joue un grand rôle lors de la victoire historique du FC Barcelone sur les Lakers de Los Angeles, double champions en titre de la NBA, lors du NBA Europe Live Tour 2010, série de matches de basket-ball de pré-saison opposant des franchise de NBA à des équipes européennes. Lors de cette rencontre, il termine avec 26 points, 13 rebonds et 7 passes.
Le 20 juin 2011, après une saison marquée par les blessures, Pete Mickeal prolonge son contrat avec le FC Barcelone jusqu'en 2013.
Le 11 novembre 2012, Pete Mickeal joue son 200e match de championnat d'Espagne sous les couleurs du FC Barcelone.
Le 10 février 2013, il remporte avec Barcelone une nouvelle Coupe d'Espagne et est nommé MVP du tournoi.
Le 4 septembre 2013, Barcelone annonce qu'il ne renouvelle pas le contrat de Mickeal, celui-ci quitte donc le club catalan.
Le 10 janvier 2014, Pete Mickeal est recruté par le CB Murcie.

## Palmarès
Avec Tau Cerámica : :
- 1 Championnat d'Espagne (2007-2008)
- 1 Coupe du Roi (2008-2009)
- 1 Supercoupe ACB (2008-2009)

Avec le FC Barcelone :
- 1 Euroligue : 2010.
- 2 Championnat d'Espagne : 2011 et 2012.
- 3 Coupes du Roi : 2010, 2011 et 2013.
- 2 Supercoupes ACB : 2010 et 2011.

Avec Kansas City Knights :
- 1 American Basketball Association (2001-2002)

### Distinctions individuelles
- 1 MVP de la ABA (2001-2002)
- 1 MVP de la finale de la ABA (2001-2002)
- 1 MVP de la finale ACB (2007-2008)
- MVP de la Coupe du Roi : 2013
- 3 fois Joueur du mois ACB
- 7 fois Joueur de la Journée ACB
- MVP du match FC Barcelone-Los Angeles Lakers